# Северная Македония на Олимпийских играх
Северная Македония, как самостоятельное государство, впервые приняла участие в Олимпийских играх в 1996 году в Атланте, и с тех пор участвует во всех летних и зимних Олимпиадах. Ранее, до 1988 года, её спортсмены на Олимпийских играх выступали в составе команды Югославии.

## Медалисты
С 1996 года только два спортсмена Республики Македония смогли выиграть олимпийскую медаль.
| Медаль  | Спортсмен         | Игры        | Вид спорта     | Дисциплина           |
| ------- | ----------------- | ----------- | -------------- | -------------------- |
| Бронза  | Магомед Ибрагимов | 2000 Сидней | Вольная борьба | до 85 кг, мужчины    |
| Серебро | Деян Георгиевский | 2020 Токио  | Тхэквондо      | свыше 80 кг, мужчины |

Несколько спортсменов Социалистической Республики Македонии смогли завоевать медали в составе команды Югославии.
| Медаль  | Спортсмен           | Игры              | Вид спорта     | Дисциплина           |
| ------- | ------------------- | ----------------- | -------------- | -------------------- |
| Серебро | Благоя Видинич      | 1956 Мельбурн     | Футбол         | Мужские команды      |
| Золото  | Благоя Видинич      | 1960 Рим          | Футбол         | Мужские команды      |
| Серебро | Благоя Георгиевски  | 1976 Монреаль     | Баскетбол      | Мужские команды      |
| Бронза  | Аце Русевский       | 1976 Монреаль     | Бокс           | до 60 кг, мужчины    |
| Бронза  | Шабан Сейди         | 1980 Москва       | Вольная борьба | до 74 кг, мужчины    |
| Золото  | Сабан Трстена       | 1984 Лос-Анджелес | Вольная борьба | до 52 кг, мужчины    |
| Серебро | Реджеп Реджеповский | 1984 Лос-Анджелес | Бокс           | до 51 кг, мужчины    |
| Бронза  | Азиз Салиху         | 1984 Лос-Анджелес | Бокс           | свыше 91 кг, мужчины |
| Бронза  | Милко Джуровский    | 1984 Лос-Анджелес | Футбол         | Мужские команды      |
| Бронза  | Шабан Сейди         | 1984 Лос-Анджелес | Вольная борьба | до 74 кг, мужчины    |
| Серебро | Стойна Вангеловска  | 1988 Сеул         | Баскетбол      | Женские команды      |
| Серебро | Сабан Трстена       | 1988 Сеул         | Вольная борьба | до 52 кг, мужчины    |

## Медальный зачёт
| Игры        | Золото | Серебро | Бронза | Всего |
| ----------- | ------ | ------- | ------ | ----- |
| 2000 Сидней | 0      | 0       | 1      | 1     |
| 2020 Токио  | 0      | 1       | 0      | 1     |
| Итого       | 0      | 1       | 1      | 2     |